# Kostjantyn Iwaschtschenko

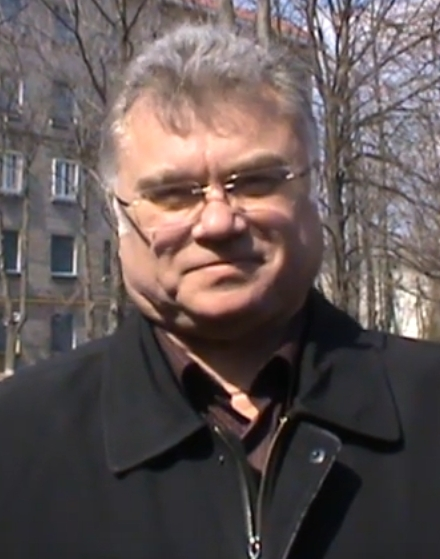
Kostjantyn Iwaschtschenko, 2019

Kostjantyn Wolodymyrowytsch Iwaschtschenko (ukrainisch Костянтин Володимирович Іващенко; * 3. Oktober 1963 in Mariupol) ist ein ukrainischer Kommunalpolitiker (Oppositionsplattform – Für das Leben).

## Leben
Iwaschtschenko studierte bis 1985 an der Höheren Militärkommando- und Ingenieurschule für Raketentruppen in Saratow (russisch Саратовское высшее военное командно-инженерное училище ракетных войск). Im Jahr 1992 wurde er leitender Ingenieur bei Asowobschtschemasch (ukrainisch Азовобщемаш), einem Unternehmen, das bis 2014 auf Autos spezialisiert war und seitdem nicht mehr selbst produziert, aber 50 Prozent von Asowmasch in Mariupol besitzt. Bei diesem war er von 2000 bis 2009 Assistent des Präsidenten, seitdem stellvertretender Generaldirektor und seit 2020 Generaldirektor.
Im März 2021 war er in einen Exportskandal verwickelt, nachdem in Lastkraftwagen aus Dnipro Eisenmetallprodukte gefunden wurden, deren Ausfuhr von ihm unterzeichnete Dokumente genehmigten, ohne dass der Staat, der ebenfalls Anteilseigner von Asowmasch ist, dieser zugestimmt hatte. Daher wurde eine strafrechtliche Untersuchung wegen Diebstahls von Staatseigentum durch Amtsmissbrauch eingeleitet. Er vertrat die Ansicht, dass er als Mitglied der Holdinggesellschaft Asowobschtschemasch nicht an die Bestimmungen gebunden sei, die für Asowmasch gelten.
Mehrfach war Iwaschtschenko Stadtabgeordneter in Mariupol. Er wurde zunächst Mitglied der Partei der Regionen und erlangte mit dieser einen Sitz im Stadtrat (2010–2014), 2015 kandidierte er aber für die Partei Наш край (deutsch Unser Land) und schaffte erneut den Einzug in den Stadtrat, in dem er schließlich seit 2020 für die Oppositionsplattform saß, bis diese im März 2022 vorübergehend verboten wurde. Während der Belagerung von Mariupol forderte er die prorussischen Angreifer auf, der Stadt humanitäre Hilfe zu leisten.
Am 4. April 2022 wurde Iwaschtschenko von russischen Separatisten zum „Bürgermeister“ der Hafenstadt Mariupol ernannt. Er wurde daraufhin auf einer außerordentlichen Versammlung der Aktionäre von seinem Posten bei Asowobschtschemasch entbunden, die sich zur Ukraine bekannte. Iwaschtschenko wurde im April 2022 angewiesen, für eine Feier des Tages des Sieges am 9. Mai Teile der Innenstadt von Schutt und Leichen zu säubern. Von ukrainischer Seite nahm die Staatsanwaltschaft Ermittlungen wegen Hochverrats auf.
Laut ukrainischen Angaben verließ Iwaschtschenko im September 2022 nach einem Anschlagsversuch zeitweise Mariupol. Im November 2022 wurde er teilweise entmachtet, indem der ehemalige Bürgermeister von Irkutsk Dmitri Berdnikow zu seinem Stellvertreter ernannt wurde. Am 22. Januar 2023 setzte Denis Puschilin Iwaschtschenko ab und ernannte Oleg Morgun zu seinem Nachfolger.